# Stammernenteria
Stammernenteria es un género de ácaros perteneciente a la familia Nenteriidae.

## Especies
El género contiene las siguientes especies:
- Stammernenteria argentinensis (Hirschmann, 1978)
- Stammernenteria hyatti (Hirschmann & Wisniewski, 1985)
- Stammernenteria jabanica (Vitzthum, 1931)
- Stammernenteria kashimensis (Hiramatsu, 1979)
- Stammernenteria mesoamericana (Hirschmann & Wisniewski, 1985)
- Stammernenteria micherdzinskii (Hirschmann & Zirngiebl-Nicol, 1969)
- Stammernenteria pacifica (Vitzthum, 1935)
- Stammernenteria pandioni (Wisniewski & Hirschmann, 1985)
- Stammernenteria pilosella (Berlese, 1903)
- Stammernenteria pilosellaoides (Hirschmann & Hiramatsu, 1978)
- Stammernenteria ritzemai (Oudemans, 1903)
- Stammernenteria ritzemaisimilis (Hirschmann & Hiramatsu, 1978)
- Stammernenteria semiporula (Hirschmann & Wisniewski, 1985)
- Stammernenteria stammeri (Hirschmann & Zirngiebl-Nicol, 1962)
- Stammernenteria uropodina (Berlese, 1918)